# آمینیاسی تویمابا
آمینیاسی تویمابا (انگلیسی: Aminiasi Tuimaba؛ زادهٔ ۲۶ مارس ۱۹۹۵) بازیکن راگبی ۷ نفره اهل فیجی است.
وی در مسابقات کشوری و بین‌المللی در مجموع برندهٔ ۱ مدال طلا شده‌است.